# Gabriela Rivera
María Gabriela Rivera Corado (sinh ngày 22 tháng 12 năm 2001) là một vận động viên quần vợt người Guatemala.
Ở cấp độ trẻ, Rivera Corado có thứ hạng đánh đơn trẻ ITF cao nhất là vị trí số 35, vào ngày 26 tháng 2 năm 2018.
Tính đến tháng 10 năm 2021, cô đứng vị trí số 1383 thế giới trên bảng xếp hạng WTA.
Rivera đại diện cho Guatemala ở Fed Cup.

## Cuộc sống
Cô bắt đầu luyện đánh quần vợt khi cô 11 tuổi. Mặt sân sở trường của cô là sân cứng.

## Sự nghiệp

### 2018
Cô lần đầu tiên tham dự giải Grand Slam là vào năm 2018 tại Giải quần vợt Pháp Mở rộng. Ở nội dung đơn nữ trẻ, cô thua 3-6, 1-6 trước Daniela Vismane ở vòng 1. Còn ở nội dung đôi nữ trẻ, cô và Sada Nahimana thua trước Caty McNally và Iga Świątek ở vòng 1 sau 2 set đấu, 0-6, 2-6.
Tại Giải quần vợt Wimbledon 2018, cô tham dự 2 nội dung, đơn nữ trẻ và đôi nữ trẻ. Ở nội dung đơn nữ trẻ, cô thất bại ở vòng 1 trước Dalayna Hewitt sau 2 set đấu, 3-6, 2-6. Còn ở nội dung đôi nữ trẻ, cô và María Camila Osorio Serrano thua ở vòng 1 trước María Lourdes Carlé và Cori Gauff sau 2 set đấu, 3-6, 1-6.
Tại Thế vận hội Trẻ Mùa hè 2018 được tổ chức ở Buenos Aires, Argentina, cô tham dự nội dung đôi nữ của giải đấu. Ở vòng đầu, cô và Sada Nahimana của Burundi thua trước María Lourdes Carlé của chủ nhà Argentina và María Camila Osorio Serrano của Colombia sau 2 set đấu, 4-6, 4-6.
Tại Giải quần vợt Mỹ Mở rộng 2018, cô tham dự 2 nội dung, đơn nữ trẻ và đôi nữ trẻ. Ở nội dung đơn nữ trẻ, cô thua Diane Parry sau 2 set đấu, 2-6, 2-6. Còn ở nội dung đôi nữ trẻ, cô và Adrienn Nagy thua trước đôi hạt giống số 4 của giải đấu là Elisabetta Cocciaretto và Clara Tauson sau 2 set đấu, 1-6, 4-6.
Cô cũng tham dự Fed Cup 2018, đại diện cho Guatemala. Cô đã thi đấu 2 trận cho đội tuyển, trước 2 đối thủ là Brasil và Venezuela. Trong trận đấu gặp Brasil, cô và Kirsten-Andrea Weedon đã thất bại trước Gabriela Cé và Luisa Stefani sau 3 set đấu, 3-6, 6-3, 6-7(3-7). Còn trong đấu gặp Venezuela, cô và Melissa Morales thất bại trước Adriana Pérez và Lucielena Pérez sau 2 set đấu, 2-6, 5-7.

### 2019
Cô tham dự Fed Cup 2019, đại diện cho Guatemala. Cô thi đấu 3 trận đấu cho đội tuyển, trước đối thủ Cộng hòa Dominica, Cuba, và Uruguay. Trong trận đấu đầu tiên với Cộng hòa Dominica, cô và Rut Galindo thắng trước Ana Julissa de Mata và Ana Carmen Zamburek sau 3 set đấu, 6-2, 3-6, 6-0. Trong trận đấu thứ 2 với Cuba, cô và Galindo thắng Yoryana Delgado Herrera và Isid Hernández sau 2 set đấu, 6-0, 6-2. Trong trận đấu thứ 3 với Uruguay, cô và Galindo thắng Agustina Cuestas và Guillermina Grant sau 3 set đấu, 6-2, 3-6, 6-4 Cô không thi đấu trận đấu cuối cùng giữa Guatemala và Venezuela.

## Chung kết ITF

### Đơn: 1 danh hiệu
| Kết quả | T-B | Ngày             | Giải đấu | Thể loại | Mặt sân | Đối thủ     | Tỷ số       |
| ------- | --- | ---------------- | -------- | -------- | ------- | ----------- | ----------- |
| Vô địch | 1-0 | Tháng 9 năm 2022 | Cancun   | 15,000   | Cứng    | Salma Ewing | 4-3 bỏ cuộc |